# Cerberiopsis
Cerberiopsis är ett släkte av oleanderväxter. Cerberiopsis ingår i familjen oleanderväxter.
Kladogram enligt Catalogue of Life:
| Cerberiopsis | \| \| Cerberiopsis candelabra \| \| \| \| \| \| Cerberiopsis neriifolia \| \| \| \| \| \| Cerberiopsis obtusifolia \| \| \| \| |
|              | \| \| Cerberiopsis candelabra \| \| \| \| \| \| Cerberiopsis neriifolia \| \| \| \| \| \| Cerberiopsis obtusifolia \| \| \| \| |
|              | Cerberiopsis candelabra |
|              | |
|              | Cerberiopsis neriifolia |
|              | |
|              | Cerberiopsis obtusifolia |
|              | |